# Municipio de Portland (Dakota del Sur)
El municipio de Portland (en inglés: Portland Township) es un municipio ubicado en el condado de Deuel en el estado estadounidense de Dakota del Sur. En el año 2010 tenía una población de 74 habitantes y una densidad poblacional de 0,8 personas por km².

## Geografía
El municipio de Portland se encuentra ubicado en las coordenadas 44°55′48″N 96°41′52″O / 44.93000, -96.69778. Según la Oficina del Censo de los Estados Unidos, el municipio tiene una superficie total de 92.48 km², de la cual 91,34 km² corresponden a tierra firme y (1,24 %) 1,14 km² es agua.

## Demografía
Según el censo de 2010, había 74 personas residiendo en el municipio de Portland. La densidad de población era de 0,8 hab./km². De los 74 habitantes, el municipio de Portland estaba compuesto por el 100 % blancos. Del total de la población el 0 % eran hispanos o latinos de cualquier raza.